# Човек без особина
Човек без особина (нем. Der Mann ohne Eigenschaften) је недовршени модернистички роман у три тома, са више сачуваних нацрта и варијанти, који је написао аустријски књижевник Роберт Музил. Сматра се једним од најзначајнијих дела немачког модернизма 20. века.
Роман представља „причу о идејама“ смештену у последње дане Аустроугарске монархије, непосредно пред избијање Првог светског рата. Заплет често одступа у алегоријске дигресије, бавећи се широким спектром егзистенцијалних, филозофских и психолошких тема које се тичу човекове природе, друштвених вредности и осећања. Посебна пажња посвећена је питањима истине, мишљења и начинима на које друштво организује своје идеје о животу. Са више од хиљаду страница, дело је обимно и комплексно, без једне доминантне теме или линеарне наративне структуре.

## Радња
Први део, под насловом Нека врста увода, представља главног јунака, тридесетдвогодишњег математичара по имену Улрих, који трага за смислом живота и стварности, али га не налази. Његова амбивалентност према моралним вредностима и равнодушност према сопственом животу доводе га у стање „човека без особина“ – личности која не поседује утврђене унутрашње карактеристике, већ своју суштину црпи из спољашњег света. Улрихов најтипичнији став одликује се аналитичком пасивношћу и дистанцом према друштву и самом себи.
Музил је једном изјавио да „није посебно тешко описати Улриха у његовим главним цртама“, напомињући да је сам лик „чудно равнодушан према свим својим квалитетима“. Недостатак унутрашње суштине и дубоког уверења, као и стална двосмисленост у односу на друштво и егзистенцијална питања, представљају централне црте његове личности. Улрих се карактерише дистанцираношћу, интелектуалном анализом и неспособношћу да донесе трајне одлуке или заузме јасан став.
Поред Улриха, роман уводи и друге значајне ликове. Један од њих је Мусбругер, убица и силоватељ осуђен за убиство проститутке, чији случај изазива моралне и правне расправе у оквиру радње. Улрихова љубавница, Бонадеа, представља лик кроз који се истражују сексуалност и емоционална одвојеност. Клариса, неуротична супруга Улриховог пријатеља Валтера, одбија да се помири са тривијалношћу свакодневног живота, што је на крају доводи до психичког слома.
У другом делу романа, под насловом Псеудореалност преовлађује, Улрих се прикључује „Колатералној кампањи“ или „Паралелној акцији“, замишљеној као културно-политички пројекат у част 70-годишњице владавине цара Франца Јозефа. Идеја потиче од грофа Лајнсдорфа, који уочава симболичку коинциденцију да ће те исте 1918. године немачки цар Вилхелм II обележити 30 година на престолу. Сматрајући то приликом за афирмацију аустријске духовне надмоћности, Лајнсдорф иницира формирање одбора чији је циљ да дефинише визију прославе која би ујединила народ и представила Аустроугарску као културно и филозофски супериорну државу. Међутим, уместо конкретних планова, на састанцима одбора се расправља о апстрактним и често нејасним идејама као што су „Година Аустрије“, „Светска година“, „Аустријска година мира“ или „Аустријска светска година мира“.
Неколико значајних ликова учествује у организацији „Паралелне акције“ или привлачи пажњу главног јунака. Ермелинда Туци, позната под надимком Диотима, Улрихова је рођака и супруга високог државног службеника. Амбициозна и опчињена идејом духовног вођства, настоји да постане муза филозофске елите Беча, окупљајући у свом салону интелектуалце, политичаре и уметнике. Међу њима су Улрих и Паул Арнхајм, немачки индустријалац, мислилац и писац, чији је лик делимично инспирисан стварном личношћу Волтера Ратенауа. Арнхајм, иако фасциниран Диотимом, њеном елеганцијом и интелектом, нема намеру да је ожени.
Политички надзор над кампањом има гроф Лајнсдорф, стари аустријски племић конзервативних схватања, који показује хроничну неспособност за доношење било каквих одлука. У покушају да кампањи удахне више конкретности и енергије, генерал Штум фон Бордвер, представник Царске и краљевске војске, настоји да јој да милитаристички тон, што изазива отпор у остатку учесника. Идејна расплинутост, личне амбиције и међусобне тензије постепено подривају кредибилитет кампање, чинећи је параболом за крај једне империје и кризу модерности.
Док већина учесника „Паралелне акције“, међу којима се посебно истиче Диотима, покушава да владавину цара Франца Јозефа I повеже са апстрактним и нејасно дефинисаним идејама о човечанству, напретку, традицији и општем добру, присталице реалполитике уочавају прилику за унапређење сопствених интереса. Генерал Штум фон Бордвер настоји да искористи кампању како би обезбедио већа средства за војску, док Паул Арнхајм планира стицање контроле над нафтним пољима у источним крајевима монархије.
Музил у овом делу романа исказује снажну иронију и сатиру, приказујући како идеалистички планови за прославу мира и јединства царства постепено добијају обрисе националног шовинизма, империјалних амбиција и политичке конфузије. На тај начин, роман представља анализу културних и политичких тенденција које су, из Музилове перспективе, допринеле пропасти Аустроугарске и избијању Првог светског рата.
Трећи део романа, под насловом У миленијум (Злочинци), усредсређује се на однос између Улриха и његове сестре Агате, која се први пут појављује крајем другог дела. Њихов поновни сусрет након очеве смрти буди снажну емотивну и мистичну повезаност, коју прате и инцестуозни наговештаји. Улрих и Агата се доживљавају као сродне душе или, како се у роману метафорички наводи, „сијамске близнакиње“. Њихова веза постаје духовна алтернатива свету логике, политике и друштвених улога, који су дотад доминирали наративом, представљајући потрагу за апсолутним јединством у љубави и спознаји.
Роман је остао недовршен, а објављене верзије завршавају се низом нацрта, бележака, фрагмената и различитих почетака којима је Музил покушавао да пронађе одговарајући завршетак. После његове смрти, супруга Марта Музил и сарадници су приредили постхумна издања дела, укључујући и непубликоване рукописе. У неким немачким издањима роман је допуњен Компакт-диском са хиљадама страна алтернативних верзија, варијација и нацрта, што омогућава увид у обим и сложеност Музиловог књижевног процеса.

## Историја романа
Музил је радио на роману Човек без особина више од двадесет година. Почео га је 1921. године и провео остатак живота радећи на њему. Роман није довршио до смрти 1942. године. Први том, који обухвата део I „Нека врста увода“ и део II „Слично томе се сада дешава“, објављен је 1930. године у Берлину и имао је 1.074 странице. Други том, „Део III: У миленијум (Злочинци)“, објављен је 1933. године и садржао је 605 страница. Трећи део није укључивао двадесет поглавља која су била повучена из другог тома док су била у штампарској галерији. Од 1933. до смрти, Музил је радио на трећем делу романа.
Године 1943, у Лозани, Музилова удовица Марта објавила је збирку материјала од 462 странице из књижевних остатака, која је обухватала двадесет повучених галеријских поглавља из трећег дела, као и нацрте непотпуних поглавља и белешке о развоју и смеру романа.
Први том „Човека без особина“ први пут је објављен на енглеском језику 1953. године у преводу Еитне Вилкинс и Ернста Кајзера, док су други и трећи том објављени 1955, односно 1961. године (Лондон: Secker & Warburg). Тиме су објављена дела под насловима: Том 1 – „Нека врста увода, Слично томе се сада дешава (I)“, Том 2 – „Слично томе се сада дешава (II)“, и Том 3 – „У миленијум (III) (Злочинци)“.
Године 1995, издавач Кнопф објавио је двотомно издање романа у преводу Софи Вилкинс и Бартона Пајка, укупно 1.774 странице. У првом тому налазе се делови I и II, док други том обухвата део III, двадесет галеријских поглавља и недовршена поглавља.
Музилова скоро свакодневна посвећеност писању романа довела је његову породицу у тешку финансијску ситуацију. „Човек без особина“ није донео ни славу ни материјалну добит ни аутору ни његовој породици. Овај недостатак успеха допринео је Музиловом осећају огорчености и непризнатости током последње две деценије његовог живота. Комбинација сиромаштва и обилја идеја представља једну од најзначајнијих и најупечатљивијих црта његове биографије.
У роману се могу уочити снажне аутобиографске црте, јер се претпоставља да одражавају идеје и ставове аутора, Роберта Музила. Већина приказа бечког живота базирана је на стварним историјским догађајима и Музиловом личном искуству. Иако су радња и ликови углавном фиктивни, неколико ликова инспирисано је стварним личностима из аустријског и немачког друштва, док се аустријски цар Франц Јозеф I појављује у краткој улози.
Лик Улрихове сестре Агате заснован је на Елзи (Берти) фон Чубер, коју је Музил упознао током студија у Брну између 1889. и 1901. године. Донат и Алис Шарлемон, Музилови пријатељи, послужили су као модели за ликове Валтера и Кларисе. Лик Диотиме инспирисан је бечком дамом из високог друштва, Евгенијом Шварцвалд. Лик Арнхајма вероватно је базиран на личностима Валтера Ратенауа и Томаса Мана.
Музилов детаљан портрет пропадајућег света са краја 19. и почетка 20. века често се упоређује са делима Хермана Броха Месечари, Карла Крауса Последњи дани човечанства и Штефана Цвајга Свет од јуче.
Неки од радних наслова које је Музил користио током писања романа били су Олука, Ахил (првобитно име главног лика Улриха) и Шпијун.

## Стил и структура
Музилов монументални роман обухвата више од 1.700 страница (у зависности од издања) распоређених у три тома, од којих је последњи објавила његова супруга након његове смрти. Роман је познат по иронији којом аутор приказује аустријско друштво у предвечерје Првог светског рата.
Прича се одвија 1913. године у Бечу, главном граду Аустроугарске монархије, који Роберт Музил у делу назива шаљивим надимком „Каканиен“. Овај назив изведен је из немачке скраћенице „K und K“ (изговара се као kaiserlich und königlich), што означава „царски и краљевски“ – термин који се користио за означавање статуса Аустроугарске као двојне монархије. Међутим, реч „кака“ је у немачком, као и у више других језика (енглески, шпански, италијански, руски), део дететове речи за измет, док грчка реч „κακός“ (kakos) значи „лош“ или „злочест“. Музил употребљава овај израз као симбол недостатка политичке, административне и емоционалне кохерентности у Аустроугарској монархији.
Роберт Музил у роману детаљно разматра парадоксе каканског начина живота, истичући контрадикције у политичком и друштвеном систему Аустроугарске. Он описује систем као либералан по уставу, али клерикалан у пракси. Док је влада била клерикална, општи став према животу био је либералан. Музил указује на привид равноправности грађана према закону, уз напомену да нису сви становници имали статус грађана. Постојао је парламент, али је његова употреба слободе била толико претерана да је он скоро увек био затворен. (Извор: Музил, Човек без особина, том 1: Нека врста увода, поглавље 8 – Каканијен).
Роман обухвата око двадесет ликова који представљају шаренолики спектар бечког друштва, од бомонда до полумонда. Међу њима су аристократа, војни официр, банкар, три буржоаске жене, интригантна собарица, црни паж, као и лик убице проститутке, који има значајну улогу у радњи.
Роман је испричан у трећем лицу, кроз перспективу свезнајућег приповедача.
Према речима италијанског писца Алберта Арбасина, филм Федерика Фелинија Осам и по (1963) користи сличне уметничке поступке и садржи паралеле са Музиловим романом Човек без особина.

## Продукција
Музилов главни циљ, као и циљ његовог протагонисте Улриха, био је постизање синтезе између строге научне чињенице и мистичног аспекта живота, који је описао као „лебдећи живот“.
Музил се првобитно противио објављивању само делова свог још увек недовршеног романа, али је касније зажалио што је попустио пред инсистирањем издавача, јер одштампани текст није могао бити накнадно измењен. Нека поглавља је Музил редиговао и након што су већ послата у штампу. Критичари спекулишу о одрживости Музилове оригиналне концепције, при чему неки процењују да је планирана дужина романа била двоструко већа од сачуваног текста.

## Наслеђе
Године 1996. издавачка кућа Кнопф објавила је нови енглески превод романа Човек без особина, урађен од стране Софи Вилкинс и Бартона Пајка. Овај превод добио је специјално признање у оквиру ПЕН-ове награде за преводилаштво.
Пишући о преводу Вилкинс-Пајка у часопису The New York Times, књижевни критичар Мајкл Хофман је истакао: „Од свих великих европских романописаца прве трећине века, Марсела Пруста, Џејмса Џојса, Франца Кафке, Томаса Мана, Вирџиније Вулф, Роберт Музил је далеко најмање читан; а ипак је строен као Гибон, заједљив као Волтер, духовит као Оскар Вајлд и непристојан као Артур Шницлер.“
Пишући о Музилу у часопису The New Criterion, Роџер Кимбал је оценио да „шта год друго да се каже о томе, Човек без особина стоји као једно од великих модерних сатиричних дела.“
У свом бестселеру Дуга фирма (1999), Џејк Арнот се позива на Човека без особина кроз размишљања једног од својих ликова, академика који ради са затвореницима. Он цитира Музила: „Кад би човечанство могло да сања о колективности, сањало би Мусбругера“.
Роберт Мекрам је Човека без особина уврстио међу 10 најбољих књига 20. века, описујући га као „медитацију о тешкој судбини малог човека изгубљеног у великој машини“ и једно од „несумњивих европских ремек-дела 20. века“.